# Arroyo del Sauce (Río Yí, linksseitig, VI)
Der Arroyo del Sauce ist ein Fluss in Uruguay.
Er entspringt in Juan José Castro. Von dort verläuft er auf dem Gebiet des Departamento Flores in nordöstlicher Richtung und unterquert dabei die Ruta 14.
Er mündet als linksseitiger Nebenfluss in den Río Yí.